# Sue Gibson
Ann Susan „Sue” Gibson, później Robson (ur. 21 czerwca 1955) – nowozelandzka narciarka alpejska, olimpijka.
Na zimowych igrzyskach olimpijskich w Innsbrucku wystartowała w zjeździe, slalomie gigancie i slalomie zajmując odpowiednio 38., 42. i 19. lokatę.